# Magenza
Magenza ist seit dem Hochmittelalter die hebräische und jiddische Bezeichnung für die Stadt Mainz. Beide Namen gehen zurück auf den römischen Namen der Stadt: Mogontiacum. 

Magenza war im Mittelalter eines der Zentren des aschkenasischen Judentums in Mitteleuropa. 